# Здание редакции газеты «Советский Юг»
Здание редакции газеты «Советский Юг» — здание в Ростове-на-Дону, построенное в 1911 году в стиле модерн. Расположено на пересечении Халтуринского переулка и улицы Шаумяна (Халтуринский пер., 43/ул. Шаумяна, 13). Имеет статус объекта культурного наследия регионального значения.

## История
Здание было построено в 1911 году как доходный дом по заказу купца А. А. Леванидова, племянника городского головы и владельца кирпичного завода И. С. Леванидова. Во время Гражданской войны в этом доме жили артист Н. С. Альбионов, балерина Н. М. Добина, журналист Н. В. Апаский. С середины 1920-х годов на последнем этаже дома размещались редакции и конторы краевых газет «Советский Юг» и «Комсомолец». Там рядом с рабочими помещениями в комнате с видом на Дон жил писатель А. А. Фадеев. В 1959 году в память об этом на фасаде была установлена мемориальная доска с текстом: «Здесь в 1924—1926 гг. работал в редакции „Советский юг“ писатель Фадеев Александр Александрович (1901—1956 гг.). Проживая в этом доме, он написал известный роман „Разгром“».
В настоящее время здание является жилым, на первом этаже размещаются магазины.

## Архитектура
Пятиэтажный кирпичный дом построен в стиле модерн. Имеет Г-образную конфигурацию в плане. Композиции обоих фасадов асимметричны. Первый этаж отделан штукатурным рустом, этажи со второго по пятый имеют лаконичный кирпичный декор. Второй, третий и четвёртый этажи объединены лопатками с архивольтом. Между лопатками установлены полукруглые балконы. Простенки пятого этажа южного фасада декорированы нишами с геометрическим орнаментом. Здание увенчано парапетом с одиночными фронтонами (фронтон восточного фасада утрачен).
Над главным входом сохранилась рельефная дата постройки здания и инициалы владельца: «1911. А. Л.».

## Пояснения
1. 1 2  Это здание примыкает к смежному — доходному дому Леванидова (ул. Большая Садовая, 60/Халтуринский пер., 45).[2]
2. ↑  В Ростове-на-Дону также существует доходный дом И. С. Леванидова, расположенный по адресу ул. Тургеневская, 35/пер. Островского, 15Б, который тоже является объектом культурного наследия (ЕГРКН 611410087650005, прежний номер ОКН 6130246000)